# Джак Слейд
Джак Слейд (на немски: Jack Slade) или Джек Слейд е общ издателски псевдоним на различни автори, които пишат стотици романи от поредиците „Ласитър“ и „Сънданс“.
Първоначално се ползва от писателите:
- Уилис Тодхънтър Балард
- Джон М. Флин (John M. Flynn)
- Питър Б. Германо (Peter B. Germano)
- Бенджамин Леополд Хаас (Benjamin Leopold Haas)

Когато германското издателство „Бастия“ решава да продължи серията „Ласитър“ псевдонимът е приет отново за ползване от различни немски автори:
- Уолтър Апъл (Walter Appel)
- Гюнтер Байог (Günther Bajog)
- Мартин Баркавиц (Martin Barkawitz)
- Корина Боман (Corina Bomann)
- Юрген Дюензинг (Jürgen Duensing)
- Петер Генцуеркер (Peter Genzwuerker)
- Йорг Кастнер (Jörg Kastner)
- Ролф Мауерхард (Rolf Mauerhardt)
- Ролф Михаел (Rolf Michael)
- Волфганг Ран (Wolfgang Rahn)
- Хелмут Релергерд (Helmut Rellergerd)
- Хайнц Щура (Heinz Squarra)
- Фридрих Тенкрат (Friedrich Tenkrat)
- Карл Васер (Karl Wasser)
- Манфред Вегенер (Manfred Wegener)
- Хелмут Вернер (Helmut Werner)
- Сузане Вимер (Susanne Wiemer)

Поради големия успех на поредицата „Ласитър“ издателството стартира серията „Джак Слейд“, в която участват писателите:
- Хорст Фридрих (Horst Friedrichs)
- Петер Хаберл (Peter Haberl)
- Стефан Крюгер (Stefan Krüger)
- Михаел Шнел (Michael Schnelle)
- Тимоти Щал (Timothy Stahl)
- Алфред Валон (Alfred Wallon)
- Марко Вебер (Marco Weber)
- Улрих Вегерих (Ullrich Wegerich)